# تتا
تتا یا ثتا (بزرگ: Θ، کوچک: θ یا ϑ؛ (به یونانی: Θήτα)) هشتمین حرف الفبای یونانی است، و در سیستم شمارش یونانی مقدار ۹ را دارد. در یونانی کلاسیک آوا t̪ʰ دارد، در اکنون با آوا θ تلفظ می‌شود. حرف فیتا (Ѳ, ѳ) در خط سیریلیک هم‌ردیف تتا است.
در انگلیسی به th و در فارسی نام آن تتا تلفظ می‌شود.

## نماد
مقدار کوچک آن برای مقادیر زیر به‌کار می‌رود:
- مقدار درجه در جغرافی.
- یک تابع مخصوص جهت اعداد مختلط.
- در فیزیک، نماد دما و همچنین زاویه تتا، به معنی زاویه بین جسم با تصویر آن در آیینه است.